# Шевелёв, Александр Сергеевич
Александр Сергеевич Шевелёв (1 ноября 1936 — 19 августа 2020) - советский фехтовальщик на рапирах.

## Биография
Родился 1 ноября 1936 года в селе Николаево Советского района Курской области.
Чемпион мира (1961), пятикратный чемпион СССР (1958—1965), неоднократный чемпион РСФСР (1958—1961) по фехтованию. Мастер спорта СССР (1957). Заслуженный мастер спорта Российской Федерации (2004).
Окончил Воронежский государственный педагогический институт (1965).
На тренерской работе с 1965 года (Москва, Воронеж). Заслуженный тренер РСФСР (1975).
Заместитель директора (с 1992), проректор по спортивной работе (с 2006) Воронежского государственного института физической культуры. Доцент (2001).
Вице-президент региональной олимпийской академии (с 2001). Председатель областной федерации фехтования (1981—2006). Член Исполнительного комитета федерации фехтования Российской Федерации (с 2000). С 2006 года председатель окружного (Центральный федеральный округ) отделения Российского студенческого спортивного союза (РССС).
Судья всесоюзной категории (1972).